# Panel de Pon
Panel de Pon (jap. パネルでポン) ist ein Puzzlegame, das von Intelligent Systems entwickelt und von Nintendo für den Super Famicom veröffentlicht wurde. Die Veröffentlichung war am 27. Oktober 1995 und auf Japan beschränkt.
Eine von der Spielmechanik identische Fassung mit veränderter Hintergrundgeschichte erschien Ende 1996 auch in den westlichen Verkaufsregionen (Nordamerika und Europa) unter dem Namen Tetris Attack. Das ursprüngliche Szenario einer friedlichen Märchenwelt, deren Feen von bösen Mächten gegeneinander aufgewiegelt werden, ist in Tetris Attack durch Figuren und Schauplätze aus Yoshi's Island ersetzt worden. Neben der neuen Story wurde dem Spiel ein Optionsmenü hinzugefügt. Ebenfalls Ende 1996 erschien eine Portierung von Tetris Attack für den Game Boy in allen Verkaufsregionen.
Später, erschienen 3 Satellaview-Versionen des Originals unter den Namen Panel de Pon – Event Version, Panel de Pon – Event Version 2 und Panel de Pon – Event ’98, in denen man eine kleine Anzahl an Stages bewältigen musste und den daraus entstandenen Score-Code versenden konnte, um sich mit anderen zu messen. Das Originalspiel „Panel de Pon“ gibt es inzwischen auch seit dem 27. November 2007 in Japan auf der Virtual Console der Nintendo Wii.

## Handlung
In Panel de Pon hat der böse König Sanatos einen Zauber über die Welt ausgesprochen um gegen die Feen zu kämpfen. Die „Fee der Blumen“, Lip, ist etwas ungeschickt, was den Umgang mit ihrem Zauberstab angeht. Lip muss in dem Puzzle-Spiel ihre Feenfreunde schlagen, um deren Persönlichkeiten wiederherzustellen. Danach folgt der Kampf gegen Phoenix, Dragon und Sanatos.
Sollte man im Hard Mode Sanatos vernichtet haben, zeigt sich die Person die hinter ihm steht, die Göttin Cordelia/Corderia. Nach dem Kampf erfahren die Feen, dass es sich um Lips Mutter, die Königin der Feen handelt, die die Feen einem Test unterzogen hat, um zu erfahren, wer es verdient hat, die Feenkönigin der nächsten Generation in der neuen Welt zu sein. Wie man dann erfährt, hat sie ihre Tochter Lip ausgewählt.
In der Version für den GameCube, die bei Nintendo Puzzle Collection enthalten ist, sind die Charaktere andere jüngere Feen, die die alten ersetzt haben, auch ganz neue Charaktere und Stages wurden eingebaut. Der Handlung der Geschichte ist aber größtenteils die gleiche.

## Charaktere
| Stage | Panel de Pon                                                            | Yoshi no Panepon                                                                           |
| ----- | ----------------------------------------------------------------------- | ------------------------------------------------------------------------------------------ |
|       | Fee der Blumen (花の妖精, Hana no Yōsei), Lip (リップ)                  | Yoshi (ヨッシー, Yosshī) Little Yoshi (チビヨッシー, Chibi Yosshī)                         |
| 1     | Fee der Winde (風の妖精, Kaze no Yōsei), Windy (ウィンディ, Windi)      | Lakitu (ジュゲム, Jugemu) Goonie (あほーどり, Ahōdori)                                     |
| 2     | Fee des Eises (氷の妖精, Kōri no Yōsei), Sharbet (シャーベット)         | Bumbty (ターくん, Tā-kun) Dr. Freezegood (ゆきだるま, Yukidaruma, dt. „Schneemann“)        |
| 3     | Fee des Waldes (緑の妖精, Midori no Yōsei), Thiana (ティアナ, Tiana)    | Poochy (ポチ, Pochi) Grinder (おさる, Osaru, dt. „Affe“)                                   |
| 4     | Fee der Juwelen (宝石の妖精, Hōseki no Yōsei), Ruby (ルビー, Rubī)      | Flying Wiggler (ハナちゃん, Hana-chan) Eggo-Dil (にこプーフラワー, Niko Pūfurawā)          |
| 5     | Fee des Wassers (水の妖精, Mizu no Yōsei), Elias (エリアス, Eriasu)     | Froggy (ゲロゲーロ, Gero-Gēro) Clawdaddy (カニスキー, Kani Sukī, dt. „Ski-Krabbe“)         |
| 6     | Fee des Feuers (炎の妖精, Honō no Yōsei), Flare (フレア, Furea)         | Gargantua Blargg (ビッグウンババ, Biggu unbaba) Flamer Guy (ボーボーヘイホー, Hō-hō-heihō) |
| 7     | Fee der Meere (海の妖精, Umi no Yōsei), Neris (ネリス, Nerisu)          | Lunge Fish (ノモズ, Nomozu) Flopsy Fish (プクプク, Puku-Puku)                              |
| 8     | Fee des Mondes (月の妖精, Tsuki no Yōsei), Seren/Selene (セレン, Seren) | Raphael Raven (ビッグキューちゃん, Biggu Kyū-chan) Shy-Guy (ヘイホー, Heihō)               |
| 9     | Big Bird Phoenix (ビッグバード フェニックス, Biggu bādo Fenikkusu)      | Hookbill Koopa (ビッグノコノコ, Biggu Noko-Noko)                                           |
| 10    | Monster Dragon (モンスター ドラゴン, Monsutā Doragon)                   | Naval Piranha (ビッグパックン, Biggu Pakkun)                                               |
| 11    | Magic King Sanatos (魔王 サナトス, Maō Sanatosu)                        | Kamek (カメック, Kamekku) Toady (コカメック, Kokamekku)                                    |
| 12    | Goddess Corderia (女神 コーデリア, Megami Kōderia)                      | King Bowser (大魔王クッパ, Daimaō Kuppa)                                                   |

## Spielmodi

### 1 Spieler

#### Endless
Im Modus Endless (エンドレス, Endoresu) gilt es nicht ein vordefiniertes Ziel zu erreichen, theoretisch ist eine endlose Spieldauer möglich. Abhängig von der erreichten Punktzahl sieht der Spieler unterschiedliche Endsequenzen. Auch erhält er einige Geheimtipps von Lip. Es lassen sich das Anfangstempo der nachrutschenden Blöcke sowie der allgemeine Schwierigkeitsgrad einstellen. Insgesamt stehen in diesem Modus folgende sechs Charaktere zur Auswahl:
- Lip
- Windy
- Thiana
- Elias
- Flare
- Seren

#### Time Attack
Ebenso wie in Endless gibt es mit Time Attack (スコアアタック, Sukoa attakku von engl. Score Attack) eine Tempo- und Gradauswahl. Auch die Charaktere sind dieselben. Das Ziel in diesem Modus ist es, innerhalb von 2 Minuten (120 Sekunden), eine möglichst hohe Punktezahl zu erreichen. Diese wird in einer Top-5-Highscoreliste gespeichert.

#### Stage Clear
Separat zur Originalhandlung kann man sich im Stage Clear (ステージクリア, Sutēji kuria) bis zu Sanatos durchkämpfen und ihn letztendlich auslöschen. Bereits nach Stage 3–5, genau der Hälfte, überrascht er den Spieler mit einem Match. Dieses verlieren allerdings die meisten Spieler weil der Kampf einen hohen Schwierigkeitsgrad hat. Unabhängig vom Ausgang des Matches kann ab Stage 4-1 weitergespielt werden.

#### Puzzle
Puzzle (パズル, Pazuru) ist der wohl kniffligste Modus. In insgesamt 60 Levels muss man sehr gute Fingerfertigkeit beweisen, weil man Blöcke in nur 1 bis 4 Zügen (immer genau vorgegeben) auflösen muss. Der Schwierigkeitsgrad in diesem Modus steigt schnell an.

#### VS Com
Neben den 3 Schwierigkeitsgraden gibt es noch einen versteckten der über eine Tastenkombination aktiviert wird, diese verrät Lip in nach einem Ending von Endless, Stage Clear oder VS Com. Nur bei „Easy“ gibt es weder Sanatos noch einen Tipp oder Ending, denn er ist nur zum Training geeignet. „Easy“ hat 10, „Normal“ 11 und „Hard“ alle 12 Stages. Der geheime Schwierigkeitsgrad hat ebenfalls 12, aber das Spiellevel der Gegner ist sehr deutlich höher als bei „Hard“.

### 2 Spieler

#### Time Attack
Der Ablauf entspricht dem bei Time Attack im Einzelspieler Modus. Es gewinnt der Spieler der in 2 Minuten mehr Punkte erreicht.

#### VS
Spielt sich wie VS Com, aber beide Kontrahenten sind hier aktive Spieler.

## Gastauftritte

### Dr. Mario & Panel de Pon
In diesem 2in1-Game sind im Panel-de-Pon-Part einige Musikstücke des SNES-Klassikers enthalten.

### Panel de Pon DS
Unter bestimmten Umständen ist es möglich, in Panel de Pon DS die Stage von Lip freizuschalten. Inklusive ihrer Sprachsamples aus dem Originalspiel.

### Super Smash Bros. Brawl
Neben dem Vorkommen des Blumenstabs („Lip's Stick“) als Item im Kampf und Trophäe ist im Soundtrack des Fun-Prüglers Super Smash Bros. Brawl eine aufgepeppte Version des Liedes „Lip's Theme“ (Titelnummer: R06; Dauer: 04:02).

### Captain Rainbow
Im Spiel Captain Rainbow ist Lip einer der darin vorkommenden Nintendo-Charaktere. Wie bei vielen der Charaktere wurde ihr Erscheinungsbild verändert, in Lips Fall sind die Ohren übertrieben groß geraten.